# GOES-G

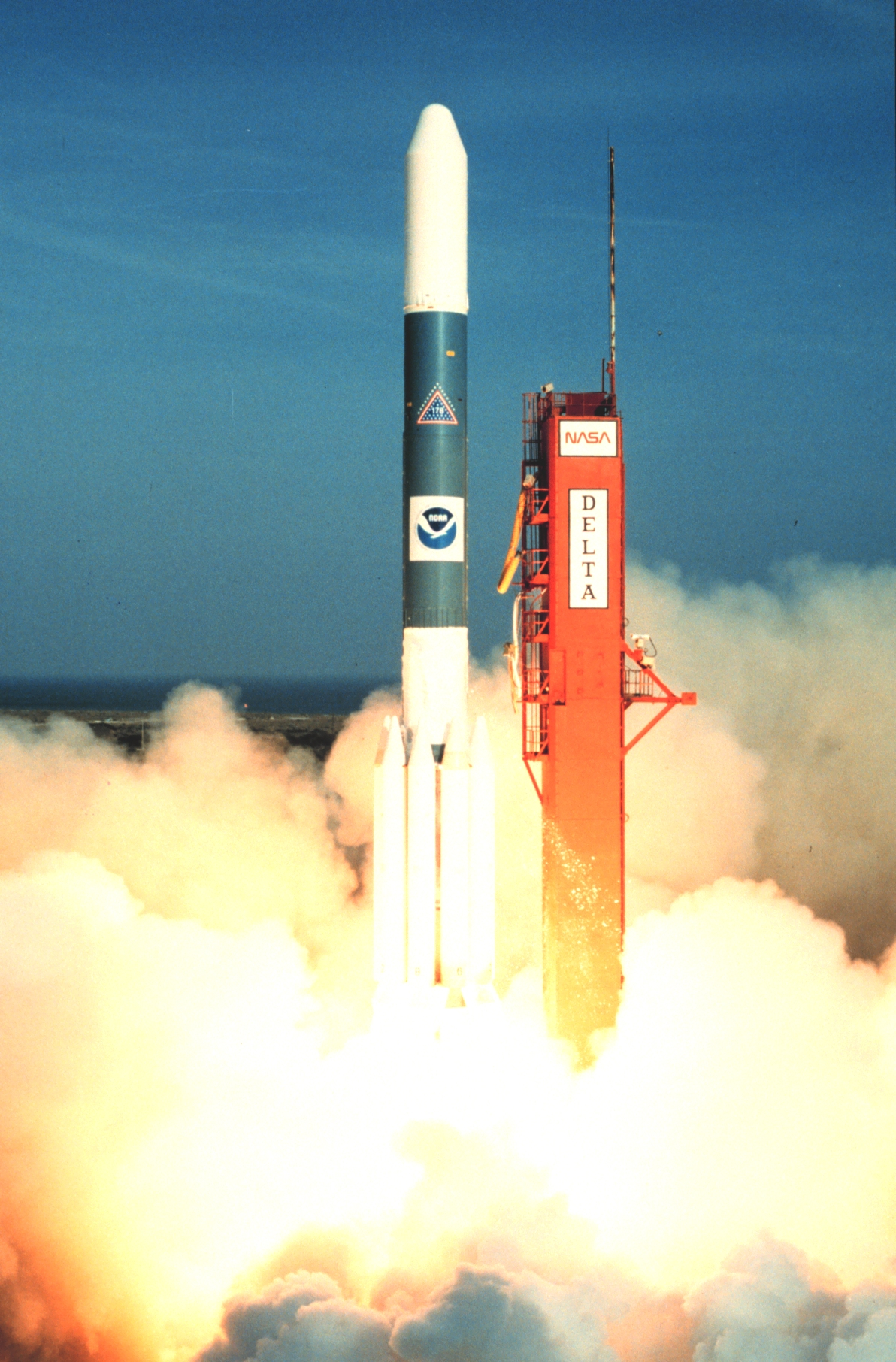
Start rakiety Delta 3914 z satelitą GOES-G

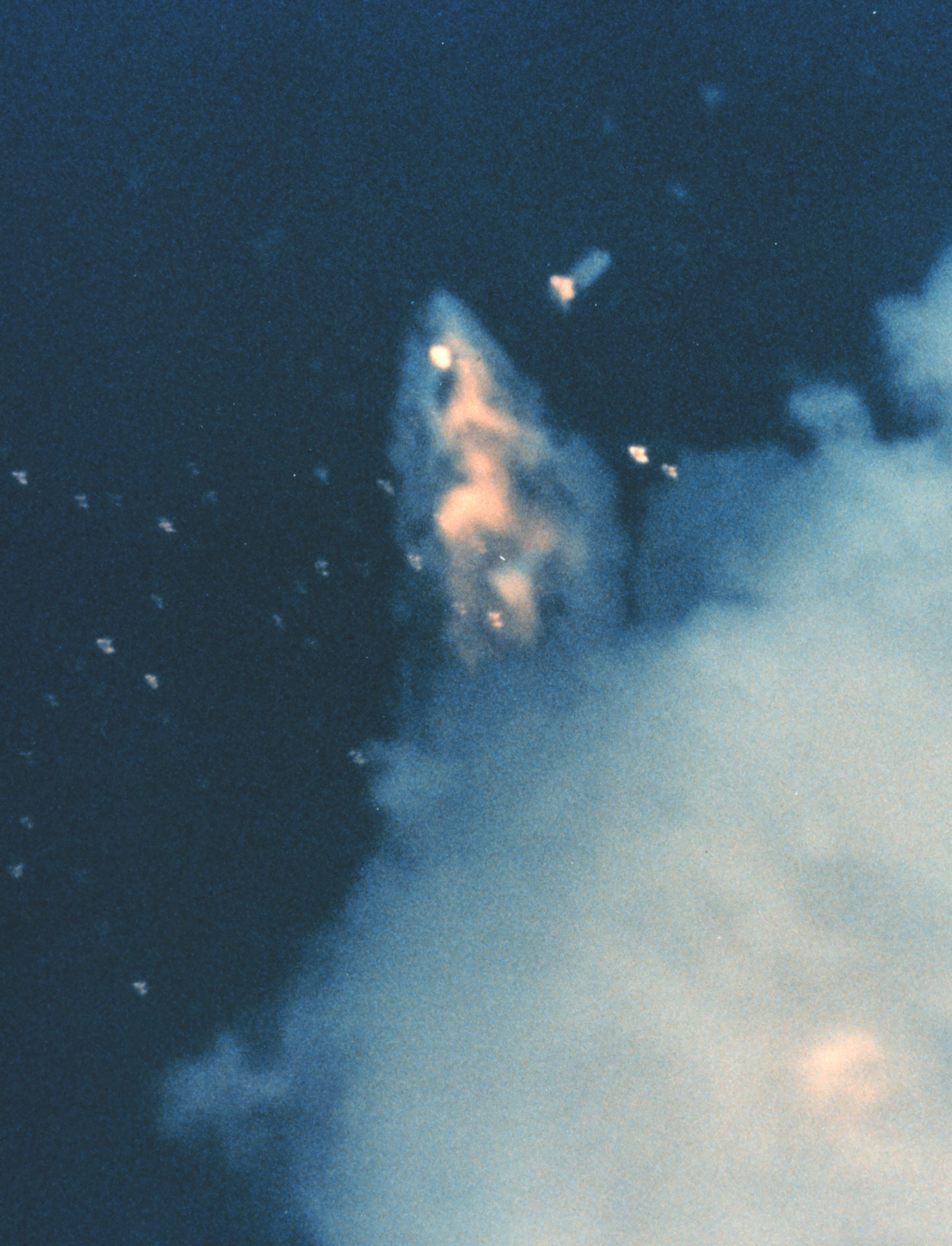
Eksplozja rakiety

GOES-G – amerykański satelita meteorologiczny, docelowo mający uzyskiwać dane meteorologiczne z orbity geostacjonarnej, miał być użytkowany przez NOAA jako część systemu GOES. Nie dostał się na orbitę z powodu awarii rakiety nośnej.
Start rakiety Delta 3914 z satelitą GOES-G nastąpił 3 maja 1986 o 22:18 czasu UTC z wyrzutni LC-17A na przylądku Canaveral. 77 sekund po starcie doszło do awarii układu elektrycznego rakiety, w wyniku której silnik pierwszego stopnia wyłączył się, a rakieta zeszła z kursu. Obsługa naziemna zdetonowała ładunki wybuchowe, doprowadzając do zniszczenia rakiety i utraty satelity.
Nagranie ukazujące moment eksplozji rakiety wykorzystano w filmie Marsjanin z 2015, w scenie katastrofalnego startu sondy IRIS-1.